# Yanıkçukur
Yanıkçukur (kurd. Tendürek) ist ein Dorf im Landkreis Diyadin der türkischen Provinz Ağrı mit 358 Einwohnern (Stand: Ende 2024). Yanıkçukur liegt in Ostanatolien auf 2.190 m über dem Meeresspiegel, ca. 26 km südlich von Diyadin.
Der ursprüngliche Name von Yanıkçukur (türk. verbrannte Grube) lautet Tendürek. Dieser Name  ist armenischen Ursprungs. Die Umbenennung erfolgte nach 1945. Die Volkszählung von 1945 führt das Dorf noch in der Form Tendürek auf. Der Name Tendürek ist beim Katasteramt registriert.
1945 lebten im damaligen Tendürek 163 Menschen. 1985 lebten in Yanıkçukur 814 Menschen und 2009 hatte die Ortschaft 625 Einwohner.